# آقای دیدز به شهر می‌رود
آقای دیدز به شهر می‌رود (به انگلیسی: Mr. Deeds Goes to Town) نام یک فیلم محصول سال ۱۹۳۶ میلادی می‌باشد.
آقای دیدز به شهر می‌رود فیلمی محصول سال ۱۹۳۶ به کارگردانی فرانک کاپرا است. این فیلم اولین قسمت از تریولوژی کاپراست. دو قسمت دیگر به ترتیب در سال ۱۹۳۹ با نام آقای اسمیت به واشینگتن می‌رود و در سال ۱۹۴۱ با نام ملاقات با جان دو ساخته شدند.
بسیاری این ۳ فیلم را از درخشانترین آثار فرانک کاپرا می‌دانند.

## بازیگران
- گری کوپر
- جین آرتور
- جورج بنکرافت
- لایونل استندر
- داگلاس دامبریل
- ریموند والبرن
- باد آزبورن
- توماس ای. کارن
- بابی دان
- اِلینور وَندِرویر
- پل پورکازی
- جی ایتن
- چارلز سی. ویلسون
- هری سی. بردلی
- هَنک بل
- چارلز سالیوان

## خلاصه داستان
آقای دیدز با بازی گری کوپر مرد ساده‌ای اهل شهری کوچک، میلیون‌ها دلار ارث می‌برد و تصمیم می‌گیرد پولش را به نیازمندان ببخشد. وقتی که به نیویورک می‌رود عده‌ای انگل گردش را می‌گیرند، و زنی روزنامه‌نگار با بازی جین آرتور دربارهٔ او گزارشهای مسخره چاپ می‌کند. آنها سرانجام به یکدیگر علاقه‌مند می‌شوند.

## توضیحات
رابرت ریسکین رفیق شفیق فرانک کاپرا بود و بسیاری از آثار عالی کاپرا به قلم اوست. فیلمنامه را ریسکین بر مبنای داستانی نوشته کلارنس بادینگتون کلند به نام کلاه اپرا به نگارش درآورد. پایان‌های خوش در این فیلم کاپرا هم وجود دارد ولی با این حال تبحر کاپرا آنقدر بالاست که هیچگاه ما هیچگاه به تکراری بودن آثار او اذعان نمی‌کنیم.
در تریولوژی کاپرا در هر سه فیلم انسان ساده لوح آنچنان زیبا خلق شده که حس ترحم را به سوی ما می‌کشاند و ما دوست داریم آنتاگونیستهای فیلم به اهدافشان نرسند.
عشق همواره در فیلمهای کاپرا حس لطیفی دارد که قهرمان فیلم برای آن ارزش بالایی در نظر می‌گیرد گاه جانش را به خطر می‌اندازد. در این فیلم هم عشق است که در نهایت باعث سرافرازی زن روزنامه‌نگار و آقای دیدز می‌شود.
یک بار دیگر این فیلم در سال ۲۰۰۲ با بازی آدام سندلر و وینونا رایدر با نام آقای دیدز بازسازی می‌شود ولی فیلم کاپرا برتری محسوسی نسبت به نسخه اخیر دارد.
بازی گری کوپر بسیار عالیست و اکثر منتقدان به این نکته اذعان داشتند. کاراکتر انسانی ساده لوح ولی آرمان‌گرا به خوبی در گری کوپر نمود پیدا کرد.

## چگونگی ستاره شدن جین آرتور با این فیلم

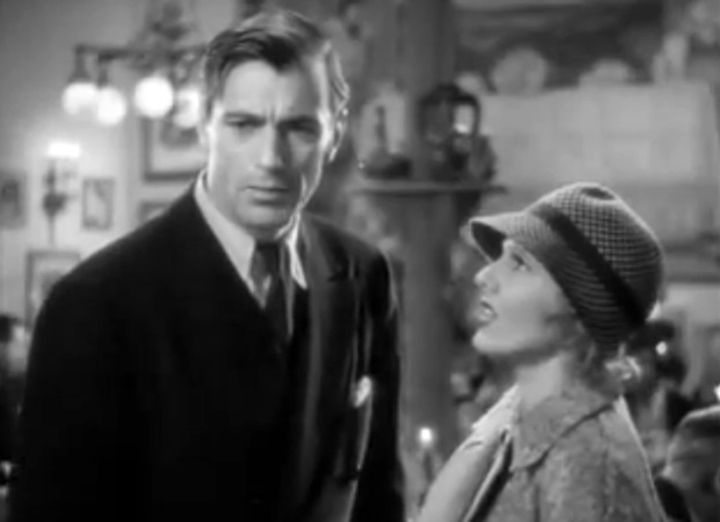
گری کوپر و جین آرتور در فیلم "آقای دیدز به شهر می‌رود 1936"

فرانک کاپرا نام جین آرتور را به هری کوهن پدرخوانده خود ساخته کلمبیا پیکچرز برای نقش اصلی در فیلم آقای دیدز به شهر می‌رود پیشنهاد کرد. کوهن از کارگردان پرسید: جین آرتور؟ تا حالا اسمش را شنیده‌ای؟
وقتی که کارگردان گفت: نه. کوهن به یکی از مأموران تبلیغاتیش تلفن کرد و از او پرسید، که جواب او هم نه بود.
کوهن با پیروزی گفت: دیدی؟ گمنام است.
کاپرا اصرار ورزید: هری، ولی صدای فوق‌العاده‌ای دارد.
هری کوهن خرناسی کشیدو گفت: صدای فوق‌العاده! صورتش را ندیدی؟
کاپرا: نصفش فرشته‌است و نصف دیگرش اسب؛ و بعد نه تنها در این فیلم بلکه در بهترین آثار دیگر کاپرا نقش اول جین آرتور شد.

## جوایز در اسکار
- برنده اسکار بهترین کارگردانی در سال ۱۹۳۷ برای فرانک کاپرا
- نامزد اسکار بهترین فیلم
- نامزد اسکار بهترین بازیگر نقش اول مرد گری کوپر
- نامزد اسکار بهترین فیلمنامه رابرت ریسکین
- نامزد اسکار بهترین صدابرداری جان پی لیواداری

## جوایز دیگر
این فیلم در سال ۱۹۳۶ جایزه بهترین فیلم منتقدان فیلم نیویورک را بدست آورد.
همچنین در جشنواره آمریکایی هیئت ملی بازبینی فیلم (منتقدین ملی آمریکا) جایزه بهترین فیلم سال ۱۹۳۶ را کسب کرد.
در جشنواره ونیز فرانک کاپرا برای این فیلم نامزد جایزه موسولینی شد.